# Veliko Selo (Palilula)
Pour les articles homonymes, voir Veliko Selo.
Veliko Selo (en serbe cyrillique : Велико Село) est une localité de Serbie située dans la municipalité de Palilula et sur le territoire de la Ville de Belgrade. Au recensement de 2011, elle comptait 1 594 habitants.
Veliko Selo est officiellement classé parmi les villages de Serbie. En serbe, son nom signifie « le grand village ».

## Géographie

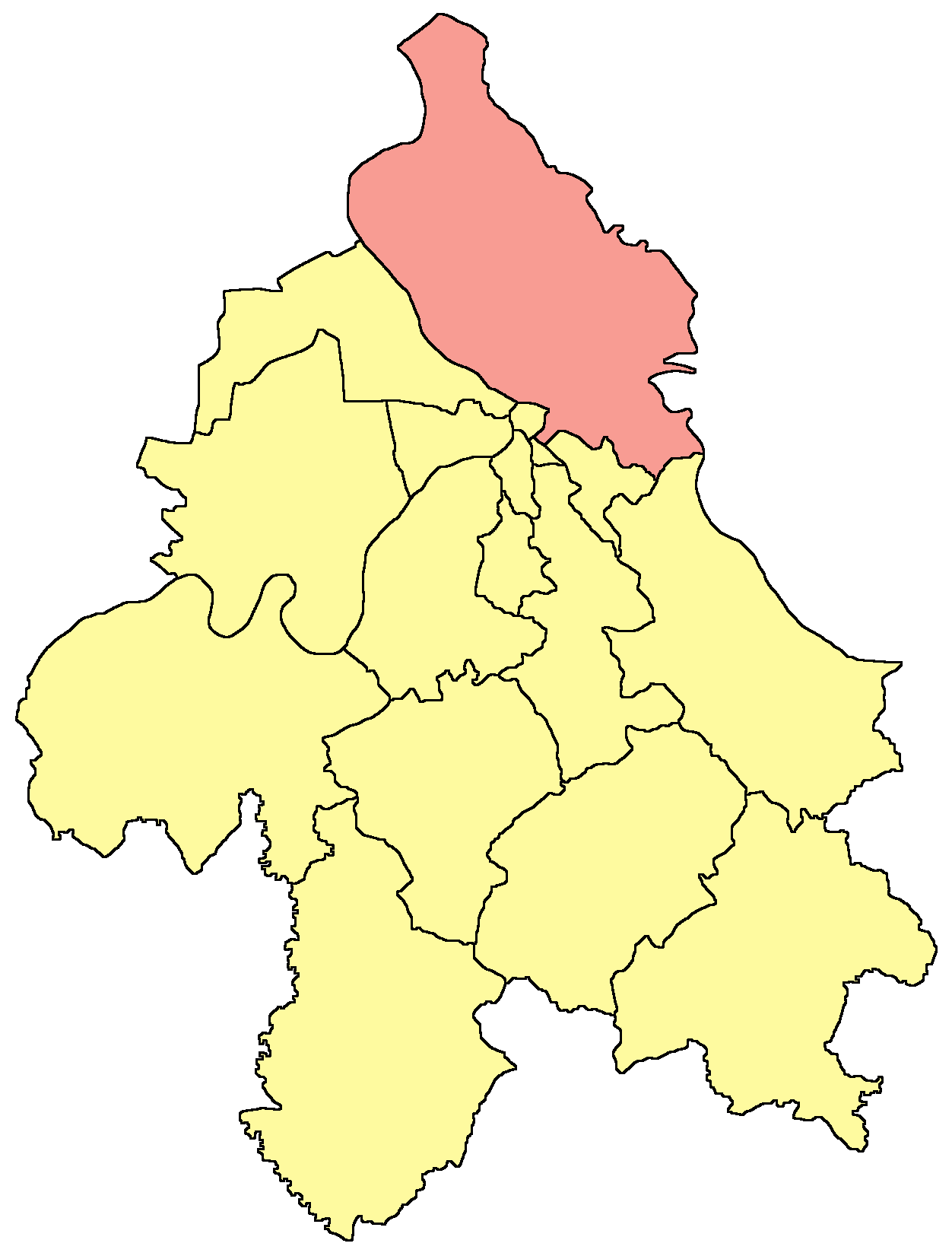
Localisation de la municipalité de Palilula dans la Ville de Belgrade

Veliko Selo est situé dans la région de la Šumadija, à 15 km à l'est du centre-ville de Belgrade. La localité est bâtie sur les pentes méridionales de la colline de Milićevo brdo (279 m), dans la micro-vallée du Vrelski potok.

## Démographie

### Évolution historique de la population
| 1948  | 1953  | 1961  | 1971  | 1981  | 1991  | 2002  | 2011  |
| ----- | ----- | ----- | ----- | ----- | ----- | ----- | ----- |
| 1 908 | 1 968 | 1 877 | 1 874 | 1 901 | 1 767 | 1 676 | 1 594 |

|  |

### Données de 2002
Pyramide des âges (2002)
En 2002, l'âge moyen de la population était de 40,5 ans pour les hommes et 43,3 ans pour les femmes.
Répartition de la population par nationalités (2002)
En 2002, les Serbes représentaient 96,65 % de la population.

### Données de 2011
En 2011, l'âge moyen de la population était de 41,3 ans, 40,4 ans pour les hommes et 42,3 ans pour les femmes.

## Architecture
Le village conserve une vieille mehana (auberge), remontant aux premières décennies du XIXe siècle, caractéristique d'un mélange entre les maisons traditionnelles de la Morava et celles de la Voïvodine ; elle est inscrite sur la liste des biens culturels de la Ville de Belgrade
L'église Saint-Étienne de Veliko Selo a été construite en 1834.

## Éducation
L'école Ivan Milutinović de Višnjica dispose d'une annexe dans le village.

## Économie
La principale activité économique de Veliko Selo est l'agriculture. Au nord et à l'est du village se trouvent des champs et des serres où l'on cultive des fruits et des légumes qui alimentent les marchés de Belgrade.

## Transport
La rue Višnjička, située dans partie urbaine de la municipalité de Palilula, prolonge la route nationale 1.9 et conduit jusqu'à Veliko Selo. La ligne de bus 202 (Omladinski stadion - Veliko Selo) de la société GSP Beograd a son terminus dans le village.